# 大澤佑介
大澤 佑介（おおさわ ゆうすけ、1990年2月22日 - ）は、日本の元子役、元俳優。東京都出身。劇団東俳に所属していた。特技は乗馬、スキー、手品。

## 出演作品

### テレビドラマ
- 激走戦隊カーレンジャー 第1話（1996年）
- 電磁戦隊メガレンジャー 第14話（1997年） - シンヤ 役
- ビーファイターカブト 第50話（1997年）
- 翔ぶ男 第1話「疑惑」（1998年）
- 物書同心いねむり紋蔵（1998年）
- 天うらら（1998年）
- 鬼平犯科帳 第2話「瓶割り小僧」（1998年） - 富 役
- ザ・ゴーストカンパニー 第6話「みんなでトラバーユ!?」（1998年） - 貫太 役
- 金さんVS女ねずみ 第6話「瞼の母の犯罪」（1998年）
- 隠密奉行朝比奈 第7話「出雲松江、灼熱地獄タタラ」（1998年） - 太吉 役
- はみだし刑事情熱系 第23話「ノンストップ3時間 愛と友情の大追跡!!」（1999年） ‐ 北山陽一 役
- リング〜最終章〜 第5話「蘇った死者」（1999年）
- スキッと一心太助 第7話・第16話（1999年）
- 手塚治虫劇場（2000年）
- ウルトラマンコスモス 第7話（2001年） - ソウスケ（長野惣介）役
- 北条時宗（2001年） - 佐志直 役
- 鞍馬天狗（2001年）
- おふくろシリーズ 第17作「おふくろのお節介」（2001年）
- 夏少女ウメ子 女の子にだって、夏の冒険はある（2001年）
- 新・天までとどけ5 第16話 - 第20話（2004年）
- 大好き!五つ子Go²!! 第1話・第2話・第4話（2006年）